# Bodola Lajos (bányamérnök)
Bodola Lajos (Kézdimárkosfalva, 1825. augusztus 10. – Kézdimárkosfalva, 1897. április 2.) bányamérnök, Bodola Lajos (1859-1936) édesapja.

## Élete
Édesapja zágoni Bodola Ferenc (1783 – Kézdimárkosfalva, 1858. november 28.) református pap, esperes volt Kézdimárkosfalván. Édesanyja nagybaconi Keresztes Zsófia. (1785 – 1845. szeptember 29.) Szülei 1809. július 25-én kötöttek házasságot. Nyolc gyermekük született, Bodola Lajos volt a legfiatalabb. Középiskoláit a nagyenyedi református főiskolában végezte 1847-ben; onnét Nagyszebenbe ment, hogy az ottani Montanistikánál a bányászmérnökségre előismereteket szerezzen. 1848-49-ben rézágyukat öntött Bem tábornok hadserege részére Sepsiszentgyörgyön, Gábor Áron műszaki munkatársa volt. Vezette és oktatta a tüzérséget Háromszék védelme közben 1849. február 15-ig, amikor Bem tábornokhoz csatlakozott ütegével és jelen volt Nagyszeben bevételénél és az oroszok kiűzetésénél a Vöröstorony-szoroson át, ahol a szoros védelmére neveztetett ki és az ezüst koszorús érdemjellel lett kitüntetve. 1849. július 21-én Lüders tábornok által kiszoríttatva török földre menekült. Itt Kossuth Lajost követte Kiutahiáig; 1850. február végén megvált az emigrációtól, török szolgálatba lépett és mint tüzér százados egy lovas ütegnek volt parancsnoka Monasztirban 1851. augusztusig. Ekkor Kiutahiába ment Kossuthhoz, akitől megbízást kapott Olaszországba; Innét Svájcba és Franciaországba utazott, míg végül 1852 végén visszavonult a politikától és szaktudományához tért vissza. 1858-ban megnősült. Felesége Montanó Adél (1840 – Brassó, 1892. július 18.)
Genovában több emigráns mérnök társával szövetkezve 1853 tavaszán mint egy vállalkozó megbízottja Piemontban a Scrivia  folyón kőhidat épített, azután vasútépítésnél végzett mérési munkálatokat. 1854-58-ban a genovai kikötőben a Cavour mólónak és a passonuovo alagútnak kiépítését vezette; 1859-60-ban genovai kereskedők számára közraktárakat épített; 1860-63-ban az Ancona-Róma vonalon a Fossató és Fabriano alagút munkálatait vezette. 1864-66-ban egy francia társulatnál volt alkalmazva, mint másod osztály-főnök a Tranto-Reggio vasút tervezésénél. 1866 végén állami szolgálatba lépett ugyanazon calabriai vasútvonalon; 1868-ban mint szakaszmérnök vezette a Rossano és Corigliano közti vasúti szakaszt. 1870-ben osztály-főmérnökké neveztetett ki és 1877-ig vezette a Pisticci-Ferrandino vasútvonal kiépítését. 1878-ban Szicíliába helyeztetett át, mint az ottani commissariatus technikai osztályának vezetője és vasúti felügyelő. 1879-ben hazatért, külhoni tartózkodása során szerzett tapasztalatait jól tudta használni a dél-magyarországi vízgazdálkodási munkálatoknál. Peklán rizst termelt, Dettán rizshántoló malmokat készített és  meghonosította az olasz kenderáztatási rendszert; végül a Kőrös által elpusztult Bélzerénd községnek új területre költöztetésekor a telkeket mérte ki és osztotta fel.  Számottevő eredményeket ért el a rizstermelés meghonosításában és fellendítésében. Ehhez kapcsolódóan több tanulmányt is írt, melyeket a Gazdasági Mérnök c. lap közölt. A Pusztaszéklai rizstermelőtelep igazgatójaként 1892-ben ment nyugdíjba.
Több cikket írt a Honba (1879-82.), Ellenőrbe (1879-82.), Nemzeti Hirlapba (1879.), Pesti Naplóba, Vasárnapi Ujságba (1879. 1881. 1882. 1885.), Nemzetbe (1882-83. 1885-88.), Gazdasági Lapokba (1880. 1885. A rizstermelés meghonosítására tett kisérletek Dél-magyarországon cz. hosszabb közlemény, 1888.), Mezőgazdasági Mérnökbe (1881-85. gazdasági czikkek), A Székely egylet Képes Naptárába (1890-re, a kendertermelésről).

## Munkái
- Memoire sur la guerre d'independence Hongrois. Genua, 1853. (Olaszra is lefordíttatott.)
- Az olasz kenderkészítő gépekről. Bpest, 1880. (Függelékűl Bakay Nándor: A kender termesztése és kikészítése cz. művéhez.)
- A rizs meghonosítása Magyarországon. Uo. 1881. Hat rajzt.
- A kender jövője Magyarországon. Uo. 1881. Két rajzzal.
- A rizs meghonosítása Magyarországon (Bp., 1889)

## További információ
- Szász Károly: B. L. emlékezete. in: Vasárnapi Ujság 1897. 242-243. old. Online
- Kinizsi István: A sánta huszár naplója - Történelmi emlékek az 1848-1849-es magyar szabadságharc katonáinak emigrációs életéből. II. kiadás, IMPRESS, Marosvásárhely, 1999, 7-75. Elektronikus kiadás: Terebess Ázsia E-Tár. 1849.[8]